# Ol ciki
Ol ciki również niekiedy Ol Chemet – system pisma opracowany na początku XX w. przez pandita Raghunath Murmu (1905–1982) specjalnie do zapisu języka santali z grupy językowej munda. Wcześniej język ten był zapisywany pismem bengalskim lub orija, lecz ze względu na różnice fonetyczne języków munda i indoaryjskich zapis tymi alfabetami sprawiał duże problemy.
Pismo ol ciki, w przeciwieństwie do alfabetów sylabicznych używanych do zapisu ważniejszych języków indyjskich, jest „prawdziwym” alfabetem, tzn. samogłoski są w nim oddawane pełnymi znakami, a nie tylko znakami diakrytycznymi.
W piśmie ol ciki ukazuje się prasa, tworzone są również strony internetowe przez członków plemienia Santalów.